# Epitemna despecta
Epitemna despecta är en insektsart som beskrevs av Melichar 1898. Epitemna despecta ingår i släktet Epitemna och familjen Ricaniidae. Inga underarter finns listade i Catalogue of Life.